# Kimmie Meissner
Kimberly Claire "Kimmie" Meissner (Towson, Maryland, 4 de outubro de 1989) é uma ex-patinadora artística estadunidense.

## Vida pessoal
Kimberly Claire Meissner, conhecida por Kimmie, nasceu em Towson, Maryland, filha mais nova entre quatro filhos de Judy e Paul Meissner, sendo a única mulher. É católica.
Meissner estudou na Fallston High School, uma escola pública e se graduou em maio de 2007, e depois entrando na Universidade de Delaware. Meissner treinou a maior parte de sua carreira em Newark, Delaware, na University of Delaware Figure Skating Club, clube que ela representa nas competições. Até fevereiro de 2008, Meissner vivia em Maryland com sua família, e viveu em casa enquanto frequentava a faculdade. Após após a mudança de seu treinador no Campeonato Amricano de Patinação Artística de 2008, Meissner mudou-se para Fort Lauderdale, Flórida.

## Principais resultados
| Resultados | Resultados        | Resultados        | Resultados    | Resultados        | Resultados       | Resultados        | Resultados       | Resultados        | Resultados       | Resultados    | Resultados    | Resultados    |
| Internacional                                                                                                   | Internacional     | Internacional     | Internacional | Internacional     | Internacional    | Internacional     | Internacional    | Internacional     | Internacional    | Internacional | Internacional | Internacional |
| Evento/Temporada                                                                                                | 1999– 2000        | 2000– 2001        | 2001– 2002    | 2002– 2003        | 2003– 2004       | 2004– 2005        | 2005– 2006       | 2006– 2007        | 2007– 2008       | 2008– 2009    |               |               |
| --- | ----------------- | ----------------- | ------------- | ----------------- | ---------------- | ----------------- | ---------------- | ----------------- | ---------------- | ------------- | ------------- | ------------- |
| Jogos Olímpicos                                                                                                 |                   |                   |               |                   |                  |                   | 6.ª              |                   |                  |               |               |               |
| Campeonato Mundial                                                                                              |                   |                   |               |                   |                  |                   | Medalha de ouro  | 4.ª               | 7.ª              |               |               |               |
| Campeonato dos Quatro Continentes                                                                               |                   |                   |               |                   |                  |                   |                  | Medalha de ouro   |                  |               |               |               |
| GP Grand Prix Final                                                                                             |                   |                   |               |                   |                  |                   |                  |                   | 6.ª              |               |               |               |
| GP Cup of Russia                                                                                                |                   |                   |               |                   |                  |                   |                  |                   |                  | 8.ª           |               |               |
| GP NHK Trophy                                                                                                   |                   |                   |               |                   |                  |                   | 5.ª              |                   |                  |               |               |               |
| GP Skate America                                                                                                |                   |                   |               |                   |                  |                   |                  | Medalha de prata  | Medalha de ouro  | 8.ª           |               |               |
| GP Trophée Éric Bompard                                                                                         |                   |                   |               |                   |                  |                   | 5.ª              | Medalha de bronze | Medalha de prata |               |               |               |
| Internacional – Júnior                                                                                          |                   |                   |               |                   |                  |                   |                  |                   |                  |               |               |               |
| Campeonato Mundial Júnior                                                                                       |                   |                   |               |                   | Medalha de prata | 4.ª               |                  |                   |                  |               |               |               |
| JGP Grand Prix Júnior Final                                                                                     |                   |                   |               |                   | 5.ª              | Medalha de bronze |                  |                   |                  |               |               |               |
| JGP JGP Bulgária                                                                                                |                   |                   |               |                   | Medalha de prata |                   |                  |                   |                  |               |               |               |
| JGP JGP Eslovênia                                                                                               |                   |                   |               |                   | Medalha de ouro  |                   |                  |                   |                  |               |               |               |
| JGP JGP Estados Unidos                                                                                          |                   |                   |               |                   |                  | Medalha de prata  |                  |                   |                  |               |               |               |
| JGP JGP França                                                                                                  |                   |                   |               |                   |                  | Medalha de prata  |                  |                   |                  |               |               |               |
| Internacional – Noviço                                                                                          |                   |                   |               |                   |                  |                   |                  |                   |                  |               |               |               |
| Triglav Trophy                                                                                                  |                   |                   |               | Medalha de bronze |                  |                   |                  |                   |                  |               |               |               |
| Nacional |                   |                   |               |                   |                  |                   |                  |                   |                  |               |               |               |
| Campeonato dos Estados Unidos                                                                                   |                   |                   |               |                   |                  | Medalha de bronze | Medalha de prata | Medalha de ouro   | 7.ª              | WD            |               |               |
| Campeonato dos Estados Unidos – Júnior                                                                          |                   |                   |               |                   | Medalha de ouro  |                   |                  |                   |                  |               |               |               |
| Campeonato dos Estados Unidos – Noviço                                                                          |                   |                   |               | Medalha de ouro   |                  |                   |                  |                   |                  |               |               |               |
| Campeonato dos Estados Unidos – Intermediário                                                                   |                   | 16.ª              |               |                   |                  |                   |                  |                   |                  |               |               |               |
| Campeonato dos Estados Unidos – Juvenil                                                                         | 16.ª              |                   |               |                   |                  |                   |                  |                   |                  |               |               |               |
| Seccional Oriental – Noviço                                                                                     |                   |                   |               | Medalha de ouro   |                  |                   |                  |                   |                  |               |               |               |
| Regional Atlântico Sul – Noviço                                                                                 |                   |                   |               | Medalha de prata  |                  |                   |                  |                   |                  |               |               |               |
| Regional Atlântico Sul – Intermediário                                                                          |                   | Medalha de bronze | 7.ª           |                   |                  |                   |                  |                   |                  |               |               |               |
| Regional Atlântico Sul – Juvenil                                                                                | Medalha de peltre |                   |               |                   |                  |                   |                  |                   |                  |               |               |               |
| |                   |                   |               |                   |                  |                   |                  |                   |                  |               |               |               |
| Legenda: GP = Grand Prix; JGP = Grand Prix Júnior; WD = Abandonou; Competição não foi disputada nesta temporada |                   |                   |               |                   |                  |                   |                  |                   |                  |               |               |               |